# Iuliu Muja
Iuliu Muja (n. 1878, Copăceni, Cluj – d. secolul al XX-lea) a fost un deputat în Marea Adunare Națională de la Alba Iulia, organismul legislativ reprezentativ al „tuturor românilor din Transilvania, Banat și Țara Ungurească”, cel care a adoptat hotărârea privind Unirea Transilvaniei cu România, la 1 decembrie 1918.:p. 77

## Biografie
Iuliu Muja s-a născut la Copăceni, în anul 1878. A fost proprietar al atelierului mare de coafură de dame din Cluj (Piața Unirii). După 1918 a fost și coaforul Operei din Cluj.
Și-a perfecționat meseria în străinătate, la Paris, Karlsbad, Praga și Budapesta, fiind primul care a introdus ondulația permanentă. Pentru meritele sale a fost decorat cu medalia „Meritul Comercial și Industrial”..:p. 53